# Naturschutzgebiet Aschbachtal
Das Aschbachtal ist ein Naturschutzgebiet (NSG) im Landkreis Mittelsachsen in Sachsen. Das 682 ha große Gebiet mit der NSG-Nr. C 60 erstreckt sich nördlich von Großvoigtsberg, am südlichen Rand des Zellwaldes in südwestlicher Richtung bis zur Mündung des Aschbaches in die Striegis bei Pappendorf.
Das Naturschutzgebiet wurde durch eine Verordnung des Regierungspräsidiums Chemnitz vom 22. Februar 1995 festgesetzt.